# Paignton
Paignton (IPA /ˈpeɪntən/) – miasto w południowo-zachodniej Anglii (Wielka Brytania), w hrabstwie ceremonialnym Devon, w dystrykcie (unitary authority) Torbay, część konurbacji o tej samej nazwie (wraz Torquay i Brixham), nad zatoką Tor Bay.

## Historia
Najstarsze zapisy dotyczące miasta znajdują się w Domesday Book z 1086 roku - pisownia miasta brzmiała Peynton. We współczesnej formia pojawiła się po raz pierwszy w 1837 r. 
Do XIX wieku była to mała osada rybacka do momentu budowy nowej przystani w 1837 r. W latach 60. dziewiętnastego wieku wybudowano kolej łączącą miasto z Exeterem i Londynem, co spowodowało rosnącą popularność miejscowości jako ośrodka wypoczynkowego. Swoją posiadłość miał tu Isaac Merritt Singer, konstruktor maszyny do szycia. 

## Atrakcje turystyczne
- Torbay Picture House - prawdopodobnie najstarszy w Europie budynek stworzony jako kino[3] w 1914 r. Częstą bywalczynią była Agatha Christie, mieszkająca w sąsiednim Torquay.
- Paignton Zoo - ogród zoologiczny wybudowany w 1923 r. przez ekscentrycznego milionera Herberta Whitleya[4]. Największy ogród zoologiczny w południowo-zachodniej Anglii.
- Kolej parowa do Kingswear (przedmieście Dartmouth)[5]